# Wilhelm Jacobson
Wilhelm Axel Theodor Jacobson, född 2 juli 1846 i Storkyrkoförsamlingen i Stockholm, död 19 januari 1886 i Adolf Fredriks församling i Stockholm, var en svensk operasångare (baryton) och skådespelare.
Jacobson skrevs in som provelev vid Kungliga teatern 1865 och som ordinarie elev från 1866 till 1868 där han studerade sång för hovsångaren Isak Albert Berg. Han var 1868–1869 engagerad vid Josephson och Ahlgrenssons italienska operasällskap på Mindre Teatern och var sedan hos Ludvig Zetterholm vid Södra Teatern 1869–1873 och bedrev under tiden sångstudier för Fritz Arlberg. Han var sedan engagerad vid Ladugårdslandsteatern 1873–1874 och därefter hos Edvard Stjernström vid Nya Teatern 1875–1880. Åren efter detta bedrev han sångstudier i Paris.
Han debuterade 3 maj 1882 på Kungliga teatern som Escamillo i Carmen och tog sedan engagemang vid Tivoli opera i Kristiania spelåret 1882–1883 som sångare och regissör.
Jacobson avled i cancer 19 januari 1886. Den sista tiden kunde han inte fortsätta som sångare på grund av sin sjukdom och ägnade sig åt skulptering. Enligt Johannes Svanberg i Kungl. teatrarne under ett halft sekel 1860–1910 ”hade [Jacobson] ett ganska fördelaktigt teaterutseende, en omfångsrik basröst och god dramatisk begåfning, hvarigenom han också med framgång kunde utföra talroller”.